# Mesotritia nuda
Mesotritia nuda är en kvalsterart som först beskrevs av Berlese 1887.  Mesotritia nuda ingår i släktet Mesotritia och familjen Oribotritiidae. Inga underarter finns listade i Catalogue of Life.